# Seleção Grega de Basquetebol
A Seleção Grega de Basquetebol representa a Grécia em competições de basquetebol, uma das fortes equipes da FIBA Europa.

## Medalhas
- Campeonato Mundial
  -  Prata (1): 2006

- EuroBasket
  -  Ouro (2): 1987 e 2005
  -  Prata (1): 1989
  -  Bronze (2): 1949 e 2009

- Jogos do Mediterrâneo
  -  Ouro (1): 1979
  -  Prata (4): 1991, 2001, 2005 e 2009
  -  Bronze (3): 1955, 1971 e 1987

## Equipe Atual
| Seleção Grega - Campeonato Mundial 2019 | Seleção Grega - Campeonato Mundial 2019 | Seleção Grega - Campeonato Mundial 2019 | Seleção Grega - Campeonato Mundial 2019 | Seleção Grega - Campeonato Mundial 2019 | Seleção Grega - Campeonato Mundial 2019 |
| #                                       | Pos.                                    | Nome                                    | Altura                                  | Nascimento                              | Clube                                   |
| --------------------------------------- | --------------------------------------- | --------------------------------------- | --------------------------------------- | --------------------------------------- | --------------------------------------- |
| 5                                       | AA                                      | Giannoulis Larentzakis                  | 2,15m                                   | 2/09/1993                               | UCAM Murcia                             |
| 8                                       | AR                                      | Nick Calathes                           | 1,98m                                   | 07/02/1989                              | Panathinaikos BC                        |
| 9                                       | P                                       | Ioannis Bourousis                       | 2,15m                                   | 17/11/1983                              | Herbalife Gran Canaria                  |
| 10                                      | AR                                      | Kostas Sloukas                          | 1,92m                                   | 15/01/1990                              | Fenerbahçe                              |
| 14                                      | P                                       | Georgios Papagiannis                    | 2,20m                                   | 3/07/1997                               | Panathinaikos BC                        |
| 15                                      | AP                                      | Georgios Printezis                      | 2,06m                                   | 22/02/1985                              | Olympiacos Pireu                        |
| 16                                      | A                                       | Kostas Papanikolaou                     | 2,03m                                   | 31/07/1990                              | Olympiacos Pireu                        |
| 17                                      | AR                                      | Vangelis Mantzaris                      | 1,96m                                   | 16/04/1990                              | UNICS Kazan                             |
| 19                                      | A                                       | Ioannis Papapetrou                      | 2,06m                                   | 30/03/1994                              | Panathinaikos BC                        |
| 21                                      | AP                                      | Panagiotis Vasilopoulos                 | 2,08m                                   | 08/02/1984                              | Peristeri BC                            |
| 34                                      | AP                                      | Giannis Antetokounmpo                   | 2,11m                                   | 06/12/1994                              | Milwaukee Bucks                         |
| 43                                      | A                                       | Thanasis Antetokounmpo                  | 2,01m                                   | 18/07/1992                              | Milwaukee Bucks                         |
|                                         |                                         |                                         |                                         | técnico:                                | Thanasis Skourtopoulos                  |

## Jogadores ilustres
- Dimitris Diamantidis
- Nikos Galis
- Giannis Antetokounmpo
- Panagiotis Giannakis